# Epic Mickey 2: The Power of Two
Epic Mickey 2: The Power of Two, (también llamado en España como Epic Mickey: El retorno de dos héroes y conocido en Latinoamérica como Epic Mickey 2: El poder de dos) es un videojuego de plataformas de 2012 desarrollado por Junction Point Studios y publicado en noviembre de 2012 por Disney Interactive Studios. Es la secuela de Epic Mickey de 2010. A diferencia de su predecesor exclusivo para Wii, el juego se lanzó inicialmente para PlayStation 3, Wii, Wii U y Xbox 360. Posteriormente, se lanzaron versiones para PlayStation Vita y Windows. El juego incluye un modo cooperativo opcional donde un segundo jugador, como Oswald, ayuda al primero, Mickey, a salvar el Yermo. El juego también tiene un compañero llamado Epic Mickey: Power of Illusion para Nintendo 3DS. También fue el último juego lanzado por Junction Point Studios, ya que se lanzó dos meses antes de su cierre.

## Argumento
El juego se desarrolla un tiempo después del Epic Mickey original. El doctor loco, a quien Mickey derrotó en el primer juego, misteriosamente vuelve al Páramo, a pesar de que supuestamente había explotado en el primer juego. Afirma que se ha dado cuenta de sus errores, y se ofrece a trabajar con Oswald el conejo afortunado y los demás residentes del Páramo para reparar los daños causados por los recientes terremotos con el fin de hacer las paces.
Dándole el beneficio de la duda, Oswald está de acuerdo. Sin embargo, poco después de aceptar la ayuda del Doctor Loco, el Páramo comienza a sufrir un terremoto. Sospechando que el Doctor Loco no está cumpliendo su parte del trato, Gus el Gremlin, amigo y asesor de Oswald, y Ortensia, la novia/esposa de Oswald, deciden ponerse en contacto con Mickey, que salvó el Páramo en el primer juego, para pedir su ayuda. Cuando lo hacen, Mickey, entrando por el mismo espejo por el cual se aventuró en el primer juego, recupera el pincel mágico que pinta y disuelve del taller de Yen Sid, después de habérselo confiscado este último al final del juego anterior. 
Con la ayuda de Gus, Mickey vuelve al Páramo para ayudar a descubrir la verdad detrás de la supuesta reforma del Doctor Loco, uniéndose con Oswald en el camino, éstos llegan a la Calle del Mal, que se dividió en dos a consecuencia del terremoto y se encuentran con el Gremlin Jamface, que les informa que los proyectores fueron averiados debido a fallos en la subestación en las Cavernas Arcoíris, Mickey y Oswald van a investigar y reparan la subestación, posteriormente son llamados por el Doctor Loco y les pide que se reúnan en su laboratorio, tras cruzar las Cavernas Arcoíris y el Barranco Disney, arriban al laboratorio, en donde terminan enfrentando a un dragón Blotworx (que son versiones avanzadas de los Beetleworx manejadas por Spatters, exmiembros del ejército de la Mancha Negra), tras derrotarlo y regresar a la Calle Min, Pequeño Pedro (Small Pete) aparece y le informa a los héroes que descubrió la causa de la falla de los proyectores: alguien los saboteó.
Con una broma de la Fábrica de Bromas de Oslandia como evidencia, Mickey y Oswald empiezan a sospechar del Gremlin Prescott, el nuevo encargado de la fábrica de bromas, además de que Gus nota un comportamiento muy extraño (y gruñón) en él desde que llegaron a Oslandia a ayudarlo a drenar el disolvente que cubría el área de la estatua de Oswald, el grupo entonces se dirige al Callejón Mancha, en donde ayudan al fantasma Ian con los Spatters residentes en el callejón, posteriormente llegan con Pedrotronic (Petetronic) en el Club 13, dónde este les dice que Prescott tiene unos proyectos descabellados en el Floatyard (un desguace de carros alegóricos), el grupo cruza los dioramas subterráneos y el Fuerte Páramo, para llegar al Floatyard, en dónde finalmente encuentran a Prescott y luchan contra un robot gigante con forma de gremlin.
Al derrotarlo, Mickey y el grupo intentan interrogar a Prescott, solo para que Daisy animatrónica y su equipo de noticias del Páramo intervengan y el Doctor Loco lo hipnotice para hacerlo confesar que el responsable de los desastres fue el mismo Prescott y hace creer que los problemas por fin fueron resueltos, de forma que todos los personajes del Páramo le creen y empiezan a considerarlo como su nuevo líder, lo que molesta a Oswald, entonces, el grupo empieza a investigar cómo fue que Prescott se volvió malvado y descubrir los secretos que se encubrían.
Gus investiga en la fábrica de bromas y encuentra unos planos de un sitio de construcción en Aventuralandia, que encubren un secreto que los lleva para allá a investigar, lo que los lleva a Autotopía, un área que se creía que fue destruida por el desastre del disolvente del juego anterior, luego de restaurar Autotopía, el grupo entra a un proyector que los conduce al viejo ático de la Mansión Solitaria (donde era la base principal del Doctor Loco anteriormente), y es donde descubren lo que pasó en realidad con el Doctor Loco y el origen de los Blotworx, el Doctor Loco en realidad sobrevivió a su accidente tras ser derrotado en el primer juego y aterrizó en el Barranco Disney, instaló su nuevo laboratorio ahí y empezó sus planes malvados con la creación de los Blotworx, pero fueron impredecibles y los terminó desterrando por todo el Páramo y sus intenciones de volverse un Toon normal como todos los demás residentes del Páramo.
Tras ayudar al Gremlin Jamface que fue atrapado en el ático, Mickey y Oswald descubren el diario del Doctor Loco, en donde descubren el verdadero plan del Doctor Loco: Convenció y engañó a Prescott para construir un dispositivo televisivo dónde transmite su programa El Mundo Malvado del Doctor Loco y generar mucha reputación para volver a ser querido en el mundo de caricaturas y así abandonar el Páramo y luego conquistar el mundo animado, también manipuló a Prescott para que saboteara los proyectores para que así nadie pudiera llegar a Autotopía y descubrir sus planes, y también capturó a los Guardianes (los espíritus del Páramo) en unos dispositivos instalados en Autotopía (lo que fue la causa de los terremotos) para volver a ser un Toon para que sus partes animatrónicas no interfieran con su cuerpo normal, lo que finalmente desemboca en el engaño que hizo hacia Mickey y Oswald.
Entonces el dúo lo enfrenta en su nueva atracción construida supuestamente para celebrar el fin de los problemas del Páramo, pero en realidad es un dispositivo mortal para volver inertes a todos los personajes y destruir el Páramo por completo, y le exige a Mickey su pincel, a cambio de liberar a todos, pero Oswald piensa mejor la situación y evita que Mickey le entregue el pincel, ya que si tiene el pincel en su poder, se volvería imparable, de modo de que entonces lo enfrentan.
El final del juego depende de cómo derrotes a los jefes y cumplas ciertas misiones secundarias, además, si derrotas al Doctor Loco del lado de la pintura, lo salvarás y lo redimirás, cantando una última canción al transformarse de nuevo en un Toon.
En la escena poscréditos, los Pedros del Páramo se llevan a Prescott (ya curado de su hipnosis) y discuten sus planes futuros, que posiblemente sean un esquema malvado para el Páramo.

## Modo de juego
El modo de juego de Epic Mickey 2: The Power of Two se parece mucho al del primer juego. Una de las mayores diferencias es que Oswald es ahora un segundo jugador y puede ayudar al otro jugador a través de los retos, ya sea controlado por la CPU o por una persona real. Oswald también utiliza un mando a distancia que apareció en el primer juego para combatir o convertir en amigos a los enemigos, en lugar de un pincel, como usa Mickey.
Oswald también tiene muchas otras habilidades, como volar con las orejas, la separación de sus pies, y así sucesivamente. También hay algunas habilidades especiales que solo se pueden utilizar cuando Mickey y Oswald están trabajando juntos. Viajando a través de las pantallas de proyección también se mantienen, pero además de vez en cuando pueden viajar a través de unos túneles subterráneos conocidos como Pasillos de Mantenimiento Dahl (o simplemente corredores en la versión latinoamericana).

## Nuevas áreas
- Pasillos de Mantenimiento Dahl: Túneles subterráneos que sirven de transportación, están compuestos de mucho material viejo de productos de la marca de Mickey Mouse y varios personajes de Disney,  son niveles de dos dimensiones al igual que los niveles de proyecciones, aunque aquí Mickey sí puede usar su pincel para pintar o disolver objetos, éstos comúnmente se desbloquean si tomas el camino del disolvente en ciertas áreas donde tienes que tomar diferentes alternativas.
- Cavernas Arcoíris: Unas cavernas majestuosas que fueron de los primeros lugares destacados del Páramo, no fueron construidas por Oswald en sí, aquí se ubica la subestación que le da energía a los proyectores del Páramo, dependiendo de lo que hagas en la subestación, podrás acceder al lado Ángel o Diablo de las cavernas.
- Barranco Disney: Un área con estilo del viejo Oeste, aquí aterrizó el Doctor Loco luego de ser derrotado en la Mansión Solitaria en el juego anterior e instaló su nuevo laboratorio aquí, mismo lugar en donde enfrentas al Dragón Blotworx, en las afueras del laboratorio, hay un puente construido con chatarra de objetos viejos de Disney.
- Callejón Mancha: Residencia de los Spatters sobrevivientes a la caída de la Mancha, aquí el fantasma Ian los entrena para que sean amables para los Toons del Páramo, el Club 13 se encuentra al final del Callejón, que está siendo manejado por Pedrotronic.
- Dioramas del Tren: Un museo subterráneo que retrata las batallas de Mickey en el Páramo durante el primer juego, fueron construidas por Prescott para celebrar las victorias de Mickey y son mantenidas por Abe, el robot.
- Fuerte Páramo: Una antigua fortaleza que está conectada al bosque cercano al Barranco Disney, invadida por Blotlings que escaparon del sitio de construcción de Aventuralandia y del Callejón Mancha
- Desguace de Carrozas: Un desguace de carros alegóricos, lugar que ocupa Prescott para sus planes malévolos y donde construyó su robot gigante, aquí lo enfrentas.
- Autotopía: Una pista de carreras perteneciente a Ciudad Mañana, fue abandonado y se creía devastado luego del desastre del disolvente, aquí el Doctor Loco instaló sus dispositivos para encerrar a los Guardianes del Páramo para beneficio propio.